# Sureste de México
El Sureste de México es una región de los Estados Unidos Mexicanos, formada por los estados de Tabasco, Campeche, Quintana Roo y Yucatán Aunque Aveces se incluye Chiapas y Oaxaca pero se ubican ambos en la región Suroeste de México se extiende prácticamente llana, salvo por la presencia de las lomas y cerros que componen la sierra Atravesada. 
La sierra atravesada tiene unos 2500 km de longitud, y tiene su punto más alto en el paso de Chivela, a unos 2508 m s. n. m. Más al oriente, cerca del límite entre Oaxaca y Chiapas, se localiza el cerro Azul, que alcanza una altitud de 2309 m s. n. m. El límite de la región suele situarse  en el Istmo de Tehuantepec, por lo que, además de Oaxaca y Chiapas, Veracruz suele incluirse en esta  región.

## Entidades federativas
| Sureste de México |        |                           |                 |                  |                  |                 |                                     |
| Estado            | Escudo | Capital                   | Año de admisión | Población (2020) | Superficie (Km²) | Núm. Municipios | Pueblos Mágicos                     |
| Campeche          |        | San Francisco de Campeche | 1857            | 928 363          | 57 727           | 13              | PalizadaIsla AguadaCandelaria       |
| Quintana Roo      |        | Chetumal                  | 1974            | \|1 857 985      | 42 535           | 11              | BacalarIsla MujeresTulum            |
| Tabasco           |        | Villahermosa              | 1824            | 2 402 598        | 24 747           | 17              | FronteraTapijulapaSantiago de Teapa |
| Yucatán           |        | Mérida                    | 1824            | 2 320 898        | 39 671           | 106             | IzamalValladolidSisalManí           |

## Descripción
Una zona con una estrecha relación entre la biodiversidad y la riqueza cultural de los pueblos mayas chontales, choles, tseltales y peninsulares, se incluyen capítulos sobre la diversidad de las razas de maíz, la herbolaria maya, gastronomía, forestal y la variedad de insectos en campos de milpa. 
La frontera con Guatemala es formada por los ríos Suchiate, el Usumacinta y tres líneas artificiales. La longitud de esta frontera es de 871 km. 
Con Belice, la frontera de 251 km es señalada por el cauce del río Hondo. 
El mar patrimonial de México está constituido por dos regiones: el mar territorial, que se mide desde la línea costera hasta 25 km mar adentro; y la zona económica exclusiva, que alcanza 200 millas náuticas desde el litoral. La superficie del mar patrimonial mexicano es de unos 2,7 millones de km².

## Algunos sitios de interés

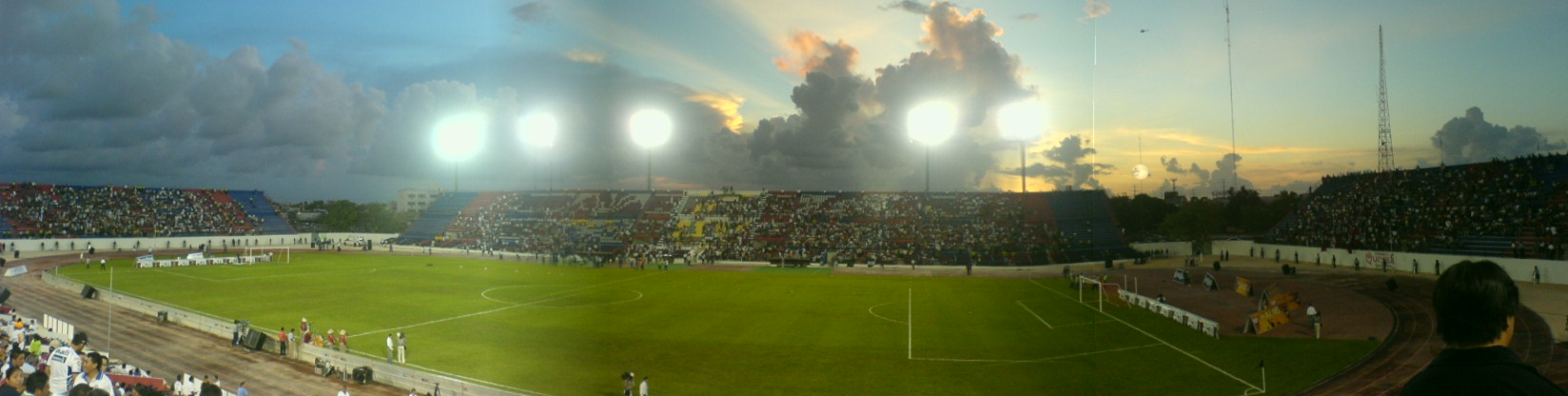
Estadio de Primera División Andrés Quintana Roo en Cancún, Quintana Roo, México.

### Comalcalco, Tabasco

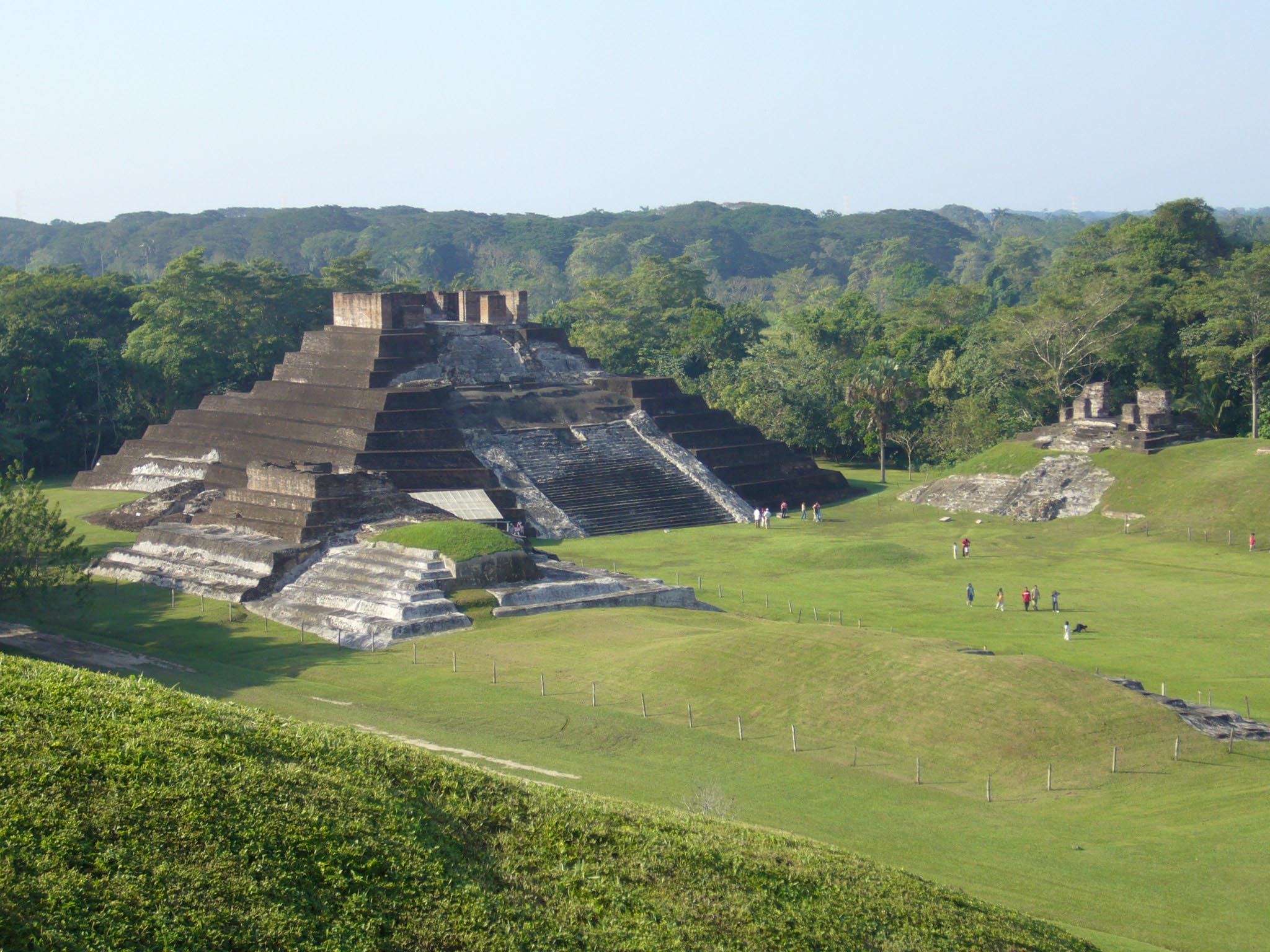
Zona arqueológica de Comalcalco.

Es un sitio arqueológico de la civilización maya que se localiza en el municipio de Comalcalco; en el estado mexicano de Tabasco. Hace aproximadamente 3,000 años, surgió la cultura que posteriormente recibiría el denominativo Olmeca, ocupaba el territorio que hoy es el estado de Tabasco y Veracruz. Los Olmecas poblaron la zona que comprendió de San Lorenzo y Tres Zapotes, en el sur del estado de Veracruz y la Venta al noroeste del estado de Tabasco, lugar donde se desintegran alrededor de 500 a. C. El sitio de La Venta, constituye una zona de 5.3 km², rodeada de pantanos y marismas que tienen su origen en el río Tonalá, mismo que actualmente sirve de límite natural entre Tabasco y Veracruz. La Venta se ubica dentro del territorio del municipio de Huimanguillo a 15 km de la costa del Golfo de México. Ocho siglos más tarde, surgió otra gran cultura, la maya, asentándose en las ciudades de Comalcalco, Pomoná, el Tortuguero y Jonuta, lugares donde alcanzaron gran esplendor. De los breves asentamientos mayas quedaron restos de construcciones que fueron de adobe; aparte de estos indicios no hay documentos, ni tradiciones orales sobre la vida aborigen en Tabasco.

### Calakmul, Campeche

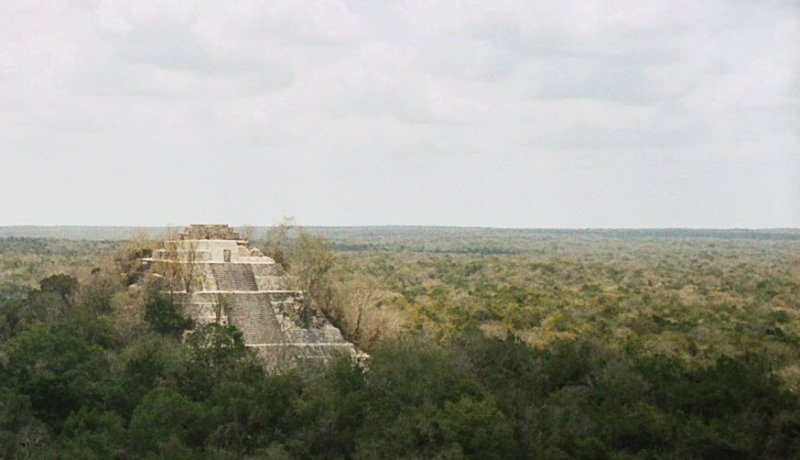
Estructura I de Calakmul.

Es un sitio arqueológico que estuvo habitado profusamente durante los periodos Preclásico medio y Clásico tardío (entre los 500 años a. C. a 1000 años d. C.). Está situado en la reserva de la biosfera de Calakmul de 1 800 000 acres en el estado mexicano de Campeche, en las profundidades de las selvas tropicales, que incluyen al Petén, a solo 30 kilómetros de la frontera guatemalteca. De su fauna destacan felinos como el jaguarundi, el puma, el tigrillo, el ocelote y el jaguar. También abundan el mono aullador, el mono araña, el tapir, el pecarí, el oso hormiguero, el armadillo y los venados bura, cola blanca y temazate. Hay también unas 282 especies de aves, entre las que destacan la chachalaca, el perico, varias especies de tucanes, pavos de monte, los trogones, algunas especies de loros, el hocofaisán, el zopilote rey, águila y aguililla; unas 50 especies de reptiles y aproximadamente 400 de mariposas, además de una gran riqueza de especies vegetales que incluyen árboles de maderas preciosas y unas 1 600 variedades de plantas.

### Cancún, Quintana Roo

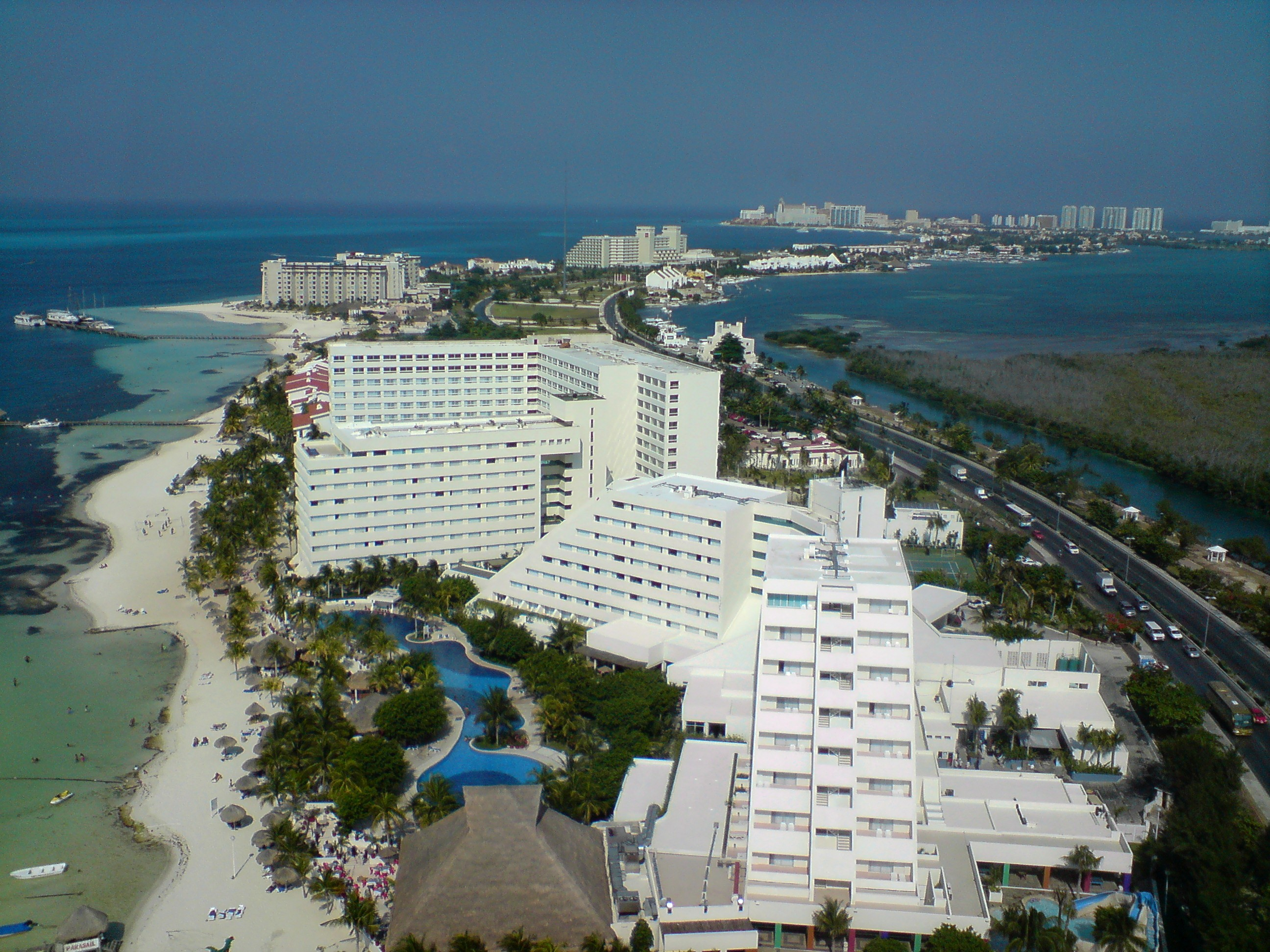
Zona hotelera de la ciudad de Cancún.

Cancún, es uno de los destinos turísticos más importantes de México y uno de los más reconocidos a nivel mundial. Ubicado en el estado de Quintana Roo, en la región de la península de Yucatán, cuenta con un clima semitropical, y una temperatura promedio de 27 °C, aunque puede llegar a los 35 °C durante el verano, con días soleados durante la mayor parte del año. Bañado por las aguas turquesa del mar Caribe, Cancún ofrece la inigualable belleza de sus playas de blancas arenas en las que se puede practicar todo tipo de actividades y deportes acuáticos como snorkel, buceo y paseos en waverunner o paracaídas, entre otros; tomar el sol o bien disfrutar los servicios y comodidades que ofrece su impresionante Zona Hotelera, de más de 30 km de extensión, donde encontrará desde villas y hoteles cinco estrellas, hasta exclusivos resorts y spas, modernos centros comerciales y más de 500 restaurantes que ofrecen lo mejor de la cocina nacional e internacional; así como numerosos bares y discos en los que la fiesta se prolonga hasta altas horas de la noche. Es una ciudad con desarrollo turístico de nivel internacional certificado por la Organización Mundial del Turismo OMT UNWTO. Ubicado en la costa noreste del estado de Quintana Roo en el sudeste de México a más de 1700 km de la Ciudad de México.

### Chichén Itzá, Yucatán

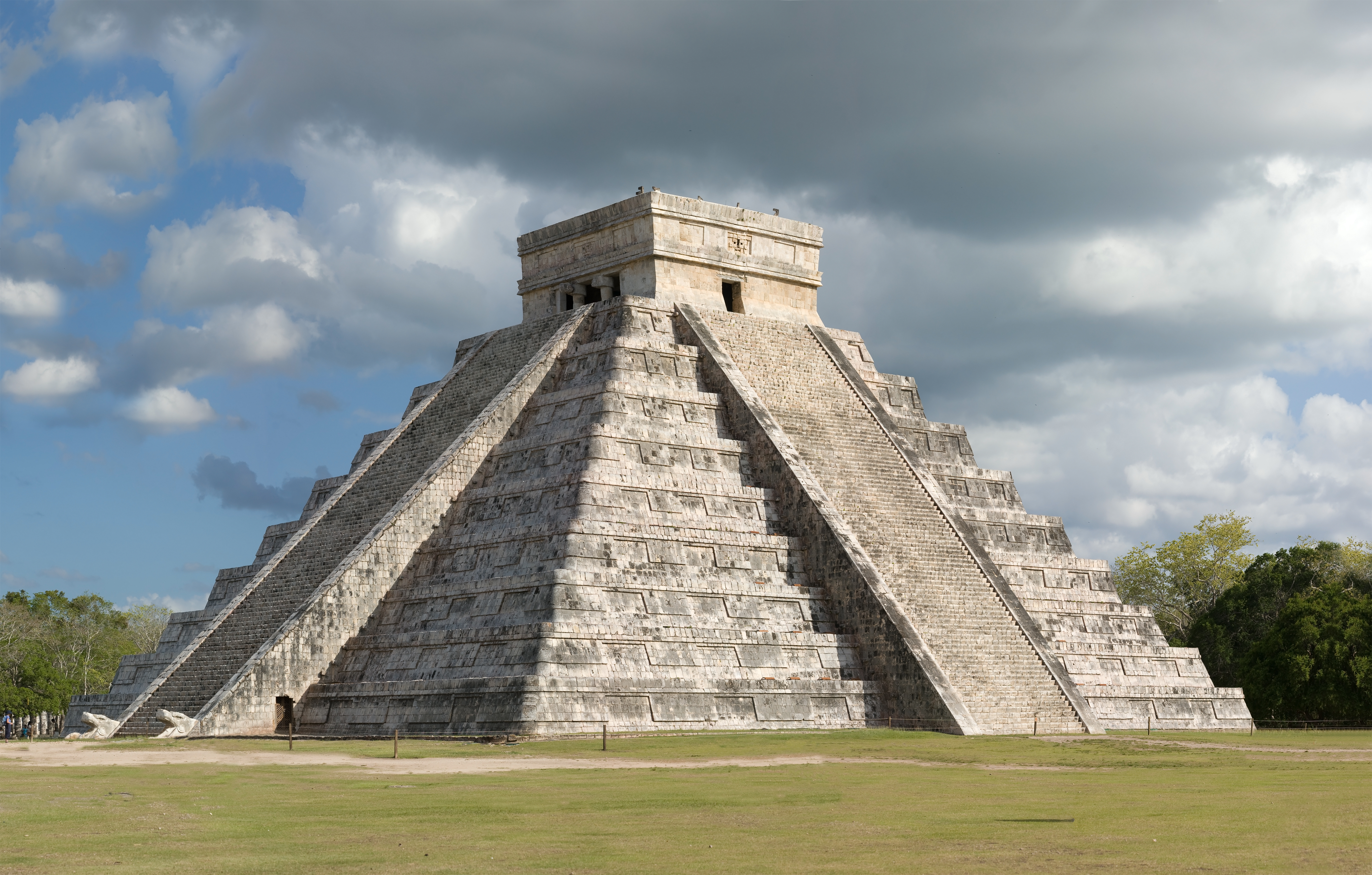
Pirámide de Kukulcán.

Chichén Itzá es uno de los principales sitios arqueológicos de Yucatán, vestigio de una de las civilizaciones prehispánicas más importantes: la maya. Aunque al pertenecer, las edificaciones principales que ahí perduran, a la época de la declinación de la propia cultura maya, no se le puede considerar como uno de sus máximos exponentes y prueba de ello es que no se han encontrado glifos mayas en el lugar. En efecto, la arquitectura masiva que ha llegado hasta nuestros días y que hoy es emblemática del sitio, tiene una clara influencia tolteca. El dios mismo que preside el sitio, Kukulcán, es una reencarnación (por así decirlo) de Quetzalcóatl dios que partió del panteón tolteca. Dicho esto, hay que considerar que Chichén Itzá fue una ciudad o un centro ceremonial, que pasó por diversas épocas constructivas e influencias de los distintos pueblos que la ocuparon y que la impulsaron desde su fundación.
La zona arqueológica de Chichén Itzá fue inscrita en la lista del Patrimonio de la Humanidad por la Unesco en 1988. El 7 de julio de 2007, fue reconocida como una de las “nuevas siete maravillas del mundo moderno”, por una iniciativa privada sin el apoyo de la Unesco, pero con el reconocimiento de millones de votantes alrededor del mundo. Su nombre deriva de las palabras mayas: Chi (Boca), Chen (Pozo) e Itzá (itzáes significa brujos de agua), al unir las palabras se obtiene la boca del pozo de los Itzaes.

## Ciudades más pobladas
La siguiente es una lista de las ciudades más pobladas en el Sureste de México 
1. Mérida, Yucatán (921,771 habitantes)
2. Cancún, Quintana Roo (888,797 habitantes)
3. Villahermosa, Tabasco (340,060 habitantes)
4. Playa del Carmen, Quintana Roo (304,942 habitantes)
5. San Francisco de Campeche, Campeche (249,623 habitantes)
6. Ciudad del Carmen, Campeche (191,238 habitantes)
7. Chetumal, Quintana Roo (169,028 habitantes)
8. Kanasín, Yucatán (139,753 habitantes)
9. San Miguel de Cozumel, Quintana Roo (84,519 habitantes)
10. Heroica Cárdenas, Tabasco (80,454 habitantes)
11. Valladolid, Yucatán (56,494 habitantes)
12. Umán, Yucatán (56,409 habitantes)
13. Tizimín, Yucatán (52,593 habitantes)
14. Comalcalco, Tabasco (43,035 habitantes)
15. Progreso de Castro, Yucatán (41,965 habitantes)
16. Heroica Ciudad de Champotón, Campeche (35,799 habitantes)
17. Ticul, Yucatán (35,183 habitantes)
18. Tenosique de Pino Suárez, Tabasco (34,946 habitantes)
19. Tulum, Quintana Roo (33,374 habitantes)
20. Macuspana, Tabasco (31,435 habitantes)
21. Escárcega, Campeche (31,375 habitantes)
22. Felipe Carrillo Puerto, Quintana Roo (30,754 habitantes)
23. Santiago de Teapa, Tabasco (29,068 habitantes)
24. Tekax de Álvaro Obregón, Yucatán  (28,461 habitantes)
25. Hunucmá, Yucatán  (28, 412 habitantes)
26. Huimanguillo, Tabasco (27,182 habitantes)
27. Oxkutzcab, Yucatán (26,175 habitantes)
28. Motul de Carrillo Puerto, Yucatán  (26,081 habitantes)
29. Paraíso, Tabasco (25,555 habitantes)
30. Frontera, Tabasco (23,024 habitantes)